# Obleganje Brede (1624)
Obleganje Brede 1624–25 se je zgodilo med osemdesetletno vojno. Obleganje je povzročilo, da je Breda, nizozemsko utrjeno mesto, padla pod nadzor Flamske vojske.
Po ukazu Ambrogia Spinole je vojska Filipa IV. avgusta 1624 oblegala Bredo. Obleganje je bilo v nasprotju z željami vlade Filipa IV. zaradi že tako preobremenjenih sočasnih osemdeset in tridesetletnih vojn. Strateško locirano mesto je bilo močno utrjeno in močno branjeno z veliko in dobro pripravljeno posadko 7000 moških, za katere so bili Nizozemci prepričani, da bodo zdržali dovolj dolgo, da bodo dočakali na pomoč, ki bo prekinila obleganje. Kljub temu, da je španska vlada nasprotovala večjim obleganjem v Nizozemskih deželah in oviram, s katerimi se je soočal vsak napad na tako močno utrjeno in branjeno mesto, je Spinola sprožil svojo akcijo na Bredo, hitro blokiral obrambo mesta in odpeljal stran nizozemsko reševalno vojsko pod vodstvom Maurica van Nassaua, ki je poskusil prekiniti dostop španske vojske do zalog. Februarja 1625 je Spinola pregnal tudi drugo pomoč, ki jo je sestavljalo 7000 angleških vojakov pod vodstvom Horacea Verea in Ernsta von Mansfelda. Po dragem enajstmesečnem obleganju je 2. junija 1625 Justin van Nassau predal Bredo. Obleganje je preživelo le 3500 Nizozemcev in manj kot 600 Angležev.
Obleganje Brede velja za največji uspeh Spinole in za eno največjih španskih zmag v osemdesetletni vojni. Obleganje je bilo del načrta za izolacijo republike od njenega zaledja in je bilo usklajeno z Olivarejevo pomorsko vojno, ki so jo vodili Dunkirkerji, da bi Nizozemsko ekonomsko zadušili. Čeprav so medsebojni politični odnosi ovirali Spinolovo svobodo gibanja, so se španska prizadevanja na Nizozemskem nadaljevala tudi po tem. Obleganje leta 1624 je pritegnilo pozornost evropskih knezov in skupaj z drugimi bitkami, kot je Bela gora (1620), igralo vlogo v španski vojski, ki si je povrnila mogočen ugled, ki ga je imela v prejšnjem stoletju.
V zadnjih fazah združenih osemdeset in tridesetletnih vojn, ki so močno zaostrile španske vire, je bila Breda po štirimesečnem obleganju pod vodstvom Fredericka Henryja izgubljena za Nizozemce. V Vestfalski pogodbi iz leta 1648, ki je končala trideset in osemdesetletne vojne, je bila odstopljena Republiki Nizozemski.

## Motiv
Motivov za Spinolino obleganje Brede je bilo več. Ker so Nizozemci mesto redno uporabljali za napad na španski Brabant, bi bili deli Brabanta pod kraljevo vlado bolje zaščiteni, če bi mesto osvojili. Poleg tega bi sosednja mesta, ki jih zasedajo države, kot je Bergen op Zoom, lažje osvojili z oporo v Bredi.
Leta 1590 so Bredo osvojili Španci z uporabo šotnega čolna. Osvajanje dobro utrjenega mesta, kot je bila Breda, bi to sramoto izbrisalo. Še pomembneje pa je, da je Spinola osebno menil, da je neuspeh obleganja Bergen-op-Zooma (1622) pomenil piko na i njegovemu ugledu.
Poleg tega je Španija želela imeti močan položaj v morebitnih mirovnih pogajanjih. Zavzetje Brede bi Španiji omogočilo, da postavi močnejše zahteve glede verske svobode katoličanov v republiki in odpravi blokade Šelde.

## Prizorišče

### Položaj Brede
Breda je bila eno najmočnejših mest v obrambi republike med Nizozemskimi deželami in kraljevim Brabantom. Mesto je bilo strateško locirano na plovni reki Mark in v bližini več cest.
Henrik III. Nassau, gospodar Brede med letoma 1509 in 1538, je od Karla V. dobil naročilo, naj potuje po Evropi. V Italiji je prišel v stik s sodobno obrambo. Tako je leta 1531 navdihnil gradnjo poznosrednjeveškega obzidja Brede. Tega so pozneje zamenjale moderne utrdbe. V letih 1587 in 1622 je bila obramba še razširjena in posodobljena.
Trdnjava Breda je bila sestavljena iz zelo visokega zemeljskega nasipa s 15 bastijoni in jarkom. Kanal, širok od 55 do 117 m, je bil globok 5 m in oskrbovan z vodo iz Marka. Dostop do mesta so omogočala štiri opečna vrata. V jarkih so namestili polmesečne reveline. Na vratih in pri samostanu so postavili hornwerk – bastijon v obliki roga. Stene iz kolov so bile zgrajene tako, da so zapletale napade konjenikov in pešakov ter hkrati preprečevale dezerterstvo. Utrdbe so bile v odličnem stanju in so služile kot najsodobnejši primer utrdbe.
Okoli Brede so gozdovi tvorili oviro za konjenico in topništvo katere koli oblegajoče vojske, visok vodostaj Marka pa je predstavljal izzive za napad pehote. Reki Mark in Aa ter drugi potoki so tudi ovirali obleganje. Z uporabo poplavne zapornice blizu vrat Ginnekense bi lahko območje južno od Brede poplavili, če bi jo odprli. Severna stran je imela zapornico blizu Terheijdena, ki je delovala.
Ker sta državi Holandija in Zahodna Frizija vedeli, da bi španska vojska morda poskušala osvojiti Bredo, so mestu pustili z dovolj hrane, zalog in orožja za osemmesečno obleganje. Mestni svet ni hotel shraniti več hrane, kot je bilo potrebno za devetmesečno obleganje. Nihče ni vedel, kakšno taktiko bo uporabila španska vojska. Zato je bila upoštevana tudi možnost neposrednega napada. Da bi to preprečila, je bila v bližini Brede nameščena državna vojska, da bi preprečila kakršen koli neposreden napad na mesto.

### Garnizon v Bredi
Garnizon v Bredi je v mirnem času sestavljalo 17 čet, od katerih je bila vsaka sestavljena iz 65 mož in 5 konjeniških eskadrilj s po 70 jezdeci. Ko je bilo verjetno, da bo mesto oblegano, je eskadrilje dopolnilo še po 30 jezdecev; pehota je bila dopolnjena z 28 četami po 135 mož. Da bi prihranili hrano, so tri eskadrilje malo pred obleganjem poslali v Geertruidenberg. V gradu je bilo od 5200 vojakov približno 100 civilistov. Moški prebivalci Brede med 20 in 70 leti, približno 1800 moških, so bili oboroženi za podporo vojakom.
Guverner mesta je bil Justin Nassauski, nezakonski sin Viljema I. Oranskega. Njegov namestnik je bil Dyrcx Cornelis van Oosterhout, vendar je bila njegova vloga med obleganjem zanemarljiva.
Poleg vojakov so v mestu ostali še drugi. Navadni državljani, kmetje, zakonci in otroci vojakov so v mesto prišli iskat zaščito pred špansko vojsko. Žene vojakov so bile odgovorne za kuhanje in pranje vojakov ter oskrbo bolnih in ranjenih. Skupno število prebivalcev v mestu je ocenjeno na 13.111. Domnevajo, da so bili nastanjeni v približno 1200 domovih. 

### Španska vojska
Nasprotni in nepopolni podatki ne omogočajo natančnega izračuna velikosti španske vojske. 30. septembra je bilo verjetno okoli 40.000 vojakov, okoli 2. maja 1625 pa približno 80.000 vojakov. 25.000 jih je taborilo vzdolž oskrbovalnega koridorja, še 25.000 mož je bilo uporabljenih za zadrževanje mesta, 30.000 pa je služilo kot splošna rezerva.
Glede na besedilo na zemljevidu, ki ga je napisal Blaeu, »[To je bila] tako velika vojska, kakršne na Nizozemskem niso videli v živem spominu«.
| Odstotek | Narodnost       | Funkcija  |
| -------- | --------------- | --------- |
| 38 %     | Južni Nizozemci | Pehota    |
| 24 %     | Nemci           | Pehota    |
| 10 %     | Italijani       | Pehota    |
| 9 %      | Španci          | Konjenica |
| 9 %      | Španci          | Pehota    |
| 5 %      | Francozi        | Pehota    |
| 5 %      | Angleži in Irci | Pehota    |

Sestava španske vojske je bila raznolika, kot kaže zgornja tabela. Vojsko je sestavljala predvsem pehota z majhnim številom konjenikov. Pripadniki pehote so bili opremljeni bodisi z rapirjem in pet metrov dolgim kopjem, ali z rapirjem z mušketo; pripadniki konjenice so bili opremljeni bodisi s sulico in dvema pištolama ali z mušketo in dvema pištolama. [19] [20]
Pehota je bila v glavnem uporabljena za držanje linije in varovanje ter obrambo pred vojsko in državnim terorjem pred izhodom iz mesta. V oskrbovalnem koridorju so se pešci razporedili za zaščito konvojev. Konjenica je bila bolj premična kot pehota, zato se je v glavnem uporabljala za pregled območja in zaščito konvojev. [20]
Topovi so lahko sprožili 10 strelov na uro, upravljali pa so jih topničarji. Natančno število španskih topov ni znano, zagotovo pa jih je bilo več kot 30. [21] Bojni inženirci so se ukvarjali z gradnjo mostov, vzdrževanjem cest in drugimi dejavnostmi.
Poveljnik španske vojske je bil Ambrogio Spinola, prvi markiz Balbases, znan vojaški strateg iz Italije. Njegova namestnika sta bila poveljnika polkov Hendrik, grof van den Bergh, ki je bil tudi poveljnik oskrbovalnega koridorja, in Janez VIII., grof Nassau-Siegen. Spinola je bil poveljnik rezervnih sil do 31. oktobra, ko ga je nasledil Carlos Coloma.
Zaradi prostranosti Brede je imel Spinola svoje čete, razdeljene na štiri oddelke. Štirje oddelki s poveljniki so bili:
1. Ginneken na jugu pod poveljstvom Španca Francisca Medine
2. Teteringen na vzhodu pod poveljstvom burgundskega Clauda Ryea, barona Balacona
3. Kartagina na zahodu pod poveljstvom Nemca Ernsta, grofa Isenburga
4. Terheijden na severu, razdeljen na dva sektorja: Hartel Bergen pod poveljstvom Paola Baglioneja in vas Terheijden pod poveljstvom Carla Roma, oba Italijana.

## V sodobni literaturi
O obleganju 1624–1625 je govora v romanu El sol de Breda ('Sonce nad Bredo') španskega avtorja Artura Pérez-Reverteja iz leta 1998 kot del serije Kapitan Alatriste. Dogajanje obleganja - vključno z napornimi spopadi z Nizozemci in medsebojnimi spopadi med Španci, vključno z velikim uporom neplačanih španskih vojaških enot - je prikazano z vidika fanta, ki služi v španskih vojaških silah. Zdi se, da na realističen prikaz vojne in vsakdanjega življenja vojakov vplivajo pisateljeve dolgoletne izkušnje kot vojnega dopisnika.
Obleganje se pojavi v filmu Alatriste, ki je bil posnet po romanu.